# 3498 Belton
3498 Belton è un asteroide della fascia principale. Scoperto nel 1981, presenta un'orbita caratterizzata da un semiasse maggiore pari a 2,3562651 UA e da un'eccentricità di 0,1010057, inclinata di 6,23597° rispetto all'eclittica.